# Лауриакум
Лауриакум (на латински: Lauriacum) е античен римски легионерски град, разположен на Дунавския лимес в днешна Австрия.
Градът се е намирал на координати 48°13′0″N, 14°28′30″E, близо до съвременния Енс, Австрия.

## История

### Римска епоха
Отначало е основано малко римско селище на брод на реката край Енс, но около 200 г. II Италийски легион построява на мястото лагер, след изоставянето на по-старо място край Албинг. Впоследствие лагерът на легиона е включен като част от укрепленията на Дунавския лимес и вероятно от III до V век е непрекъснато заеман от римски войски. В северната и югозападната част на лагера е имало голямо цивилно селище, което вероятно е било издигнато в началото на трети век и се е образувало край седалището на епископа на северен Норик през V век. Гробове могат да бъдат открити и на много места вътре и извън границите на населеното място.
В късния си период селището се превръща в база за флотилията от патрулни кораби по реката и място за производство на щитове. След изоставянето на границата в Норик и Реция в резултат на разпадането на Западната Римска империя, Лауриакум изиграва исторически важна роля за евакуацията на римското население от Северин Норикски.
Повечето от сградите с времето стават жертва на добива на каменни материали през Средновековието и в по-модерните времена; различни строителни дейности; земеделска дейност и ерозия на почвата. Най-добре запазени са материалите, използвани в долната църква на днешната базилика „Св. Лаврентий“ в Лорх.

### Средновековие
Макар че днес се намира в границите на град Енс, през Средновековието, съвременният район Лорх е бил отделно селище. Лорх възниква от римския Лауриакум, кръстен на Св. Лаврентий.
Римският Лауриакум (Лорх) е споменат във Vita Sancti Severini и Lauriacensis scutaria (fabrica) в Нотиция Дигнитатум.
Между 1960 и 1966 г. са извършени археологически разкопки на римски стени (датирани от 180 г.). Настоящата църква на града е готическа и е построена около 1300 година.

## Археология
След завършването на изкопните работи през 1966 г., „Свети Лаврентий“ бързо получава допълнително внимание:
- 1968: Ново проучване на градската църква
- 1970: Посещение на папа Павел VI на малката базилика.
- 1988: Посещение на папа Йоан Павел II, който с хиляди поклонници извършва служба в базиликата Лорхер.

## Епархия Лауриакум
Лауриакум е титулярно място на Римокатолическата църква, и катедрата се намира в район Лорх на град Енс.
Античният диоцез може би е бил мисионерска мисия, основана от Аквилея и преместена на лимеса, заедно с преместването на норикумската столица от Теурния (в Каринтия, диоцез Тибурния) в Овилава (Велс). По времето на Великото преселение на народите тя е изоставена от римляните през 488 г.

### Известни епископи
- Максимилиан от Целея (около 284 г.) – първият епископ според легендата.
- Констанций от Лауриакум (V век) – начело на община Енс, споменат във Вита Северини.
- Джироламо Приджионе (1968 – 2016) – апостолически нунций, апостолически пронунций, апостолически делегат.
- Андржей Йозвович (2017 – ) – апостолически нунций.

### Фалшификати от Лорхер
Така наречените „Фалшификати от Лорхер“, известни още като „Пилгримски фалшификати“, са опит на Пилгрим от Пасау да претендира за правата на диоцез Пасау като законен наследник на диоцез Лауриакум.